# Darren Woods

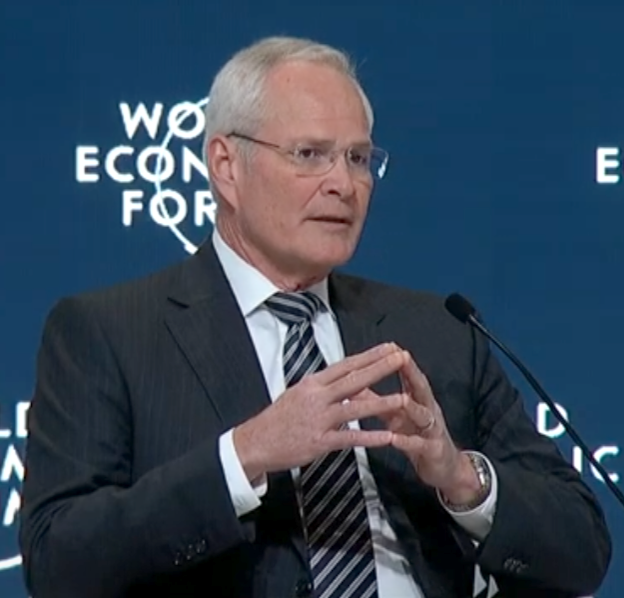
Darren Woods

Darren W. Woods (geb. 1964/65 in Wichita, Kansas) ist ein US-amerikanischer Geschäftsmann, Energiemanager und seit dem 1. Januar 2017 Chief Executive Officer (CEO) und Chairman von ExxonMobil.

## Frühes Leben und Ausbildung
Woods erwarb einen Bachelorabschluss in Elektrotechnik an der Texas A&M University, gefolgt von einem MBA an der Kellogg School of Management der Northwestern University.

## Werdegang
Woods kam 1992 zu Exxon. Er arbeitete 24 Jahre für Exxon, bevor er nach Rex Tillersons Ernennung durch Präsident Donald Trump zum Außenminister der Vereinigten Staaten zum CEO befördert wurde. Während sein Vorgänger sich mit Dealmaking und Exploration befasste, ist Woods ein Veteran der Raffinerieseite des Ölgeschäfts. Bevor Woods zum CEO ernannt wurde, leitete er die Bereiche Raffinerien und Chemie des Unternehmens, das 2016 den Großteil des Nettoeinkommens von ExxonMobil in Höhe von 7,8 Mrd. USD erwirtschaftete.
Bei einem Investorentreffen in New York im Jahr 2017 erläuterte Woods seinen Wachstumsplan, der Bohrungen im Perm-Becken von Texas und New Mexico sowie in der Bakken-Schieferformation in North Dakota umfasste. Er sprach auch kurz über die Geschäftstätigkeit des Unternehmens in Russland und äußerte sich optimistisch in Bezug auf das Exxon-Projekt Sakhalin an der Ostküste Russlands.

## Positionen
Woods hat das Klimaabkommen von Paris öffentlich befürwortet. Das Abkommen verpflichtet die Nationen, die Treibhausgasemissionen zu senken. Im Mai 2017 schrieb Woods einen persönlichen Brief an Präsident Donald Trump, in dem er eindringlich forderte, dass die USA weiterhin Vertragspartei des Abkommens bleiben sollten. Er sagte, dass die USA, wenn sie weiterhin Vertragspartei bleiben würden, am Tisch säßen, um „gleiche Wettbewerbsbedingungen“ zu gewährleisten und „die kostengünstigsten Optionen zur Reduzierung von Treibhausgasen“ unterstützen würden.
Woods sagte, dass die Kombination von horizontalem Bohren und Fracking „den Peak Oil-Mythos zerstört“ habe.